# Pseudostictoporella iberiensis
Pseudostictoporella iberiensis är en mossdjursart som beskrevs av Jiménez-Sánchez 2009. Pseudostictoporella iberiensis ingår i släktet Pseudostictoporella och familjen Stictoporellidae. Inga underarter finns listade i Catalogue of Life.